# Country Life (album, Roxy Music)
Country Life je čtvrté studiové album anglické rockové hudební skupiny Roxy Music. Vydáno bylo v listopadu 1974 a na jeho produkci se spolu se členy kapely podíleli Chris Thomas a John Punter. Na obalu alba se nachází fotografie dvou spoře oděných modelek (Constanze Karoli a Eveline Grunwald). Fotografii pořídil Eric Boman. V několika zemích, včetně Španělska a Nizozemska, vyvolal obal kontroverze a někde bylo vydání alba s tímto obalem zakázáno. Časopis Rolling Stone jej zařadil na 387. příčku žebříčku 500 nejlepších alb všech dob.

## Seznam skladeb
Autorem všech skladeb je Bryan Ferry, pokud není uvedeno jinak.
1. The Thrill of It All – 6:24
2. Three and Nine (Ferry, Andy Mackay) – 4:04
3. All I Want Is You – 2:53
4. Out of the Blue (Ferry, Phil Manzanera) – 4:46
5. If It Takes All Night – 3:12
6. Bitter-Sweet (Ferry, Mackay) – 4:50
7. Triptych – 3:09
8. Casanova – 3:27
9. A Really Good Time – 3:45
10. Prairie Rose (Ferry, Manzanera) – 5:12

## Obsazení
- Bryan Ferry – zpěv, klávesy, harmonika
- John Gustafson – baskytara
- Eddie Jobson – smyčce, syntezátor, klávesy
- Andy Mackay – hoboj, saxofon
- Phil Manzanera – kytara
- Paul Thompson – bicí